# Denis Gaultier
Denis Gaultier (även kallad Gaultier le jeune, den yngre eller Gaultier l'illustre), född 1603 i Paris, död där i januari 1672, var en fransk lutvirtuos och tonsättare.
Han var kusin till Ennemond Gaultier (vanligen kallad Gaultier den äldre eller Gaultier d'Angletterre, "den engelske", född omkring 1575). Han var den främste i en stor fransk lutspelarsläkt och lärare till de senare så berömda lutspelarna Charles Mouton, François Dufault och Jacques Gallot. Av hans kompositioner, vilka genom sin rika ornamentik betytt mycket för pianomusiken, finns bevarad en Livre de tablature från omkring 1664, medan Pièces de luth från omkring 1660 är försvunnen. En del kompositioner utgavs 1932 i en faksimilupplaga genom André Tessier, bland annat svitsamlingen La rhétorique des dieux.